# Balatoncsicsó, Veszprém
Balatoncsicsó  este un sat în districtul Balatonfüred, județul Veszprém, Ungaria, având o populație de 219 locuitori (2011). 

## Demografie
Componența etnică a satului Balatoncsicsó
     Maghiari (68,1%)
     Germani (30,82%)
     Necunoscut (1,08%)
     Alții (1,08%)
Componența confesională a satului Balatoncsicsó
     Romano-catolici (59,36%)
     Fără religie (5,94%)
     Reformați (3,65%)
     Necunoscută (31,05%)
     Alte religii (3,2%)
Conform recensământului din 2011, satul Balatoncsicsó avea 219 locuitori. Din punct de vedere etnic, majoritatea locuitorilor (68,1%) erau maghiari, cu o minoritate de germani (30,82%). Apartenența etnică nu este cunoscută în cazul a 1,08% din locuitori.  Din punct de vedere confesional, majoritatea locuitorilor (59,36%) erau romano-catolici, existând și minorități de persoane fără religie (5,94%) și reformați (3,65%). Pentru 31,05% din locuitori nu este cunoscută apartenența confesională.